# دی‌متوکسی‌اتان
دی‌متوکسی‌اتان (به انگلیسی: Dimethoxyethane) با فرمول شیمیایی C۴H۱۰O۲ یک ترکیب شیمیایی است. که جرم مولی آن ۹۰٫۱۲ g/mol می‌باشد. شکل ظاهری این ترکیب، مایع بی‌رنگ است.